# ريتشارد غولدستاين (مؤرخ)
ريتشارد غولدستاين (بالإنجليزية: Richard Goldstein)‏ هو مؤرخ أمريكي، ولد في 25 أكتوبر 1942.